# Битва при Паретакене
Битва при Паретакене — сражение Второй войны диадохов между войсками Эвмена и Антигона, состоявшееся осенью 317 или 316 года до н. э. Вторая война диадохов проходила в Европе и Азии. Регент империи Полиперхон назначил Эвмена «стратегом Азии», то есть перепоручил управление лояльных себе войск вне Македонии. Коалиция эллинистических правителей, которые противостояли Полиперхону, включала Кассандра, Птолемея и Антигона. Изначально Антигон хотел победить Эвмена в одном решающем сражении, однако не рискнул атаковать противника с сильными оборонительными позициями. Когда Эвмен со своим войском отправился на зимние квартиры в богатую и неразграбленную область Габиену, Антигон, который стремился занять этот регион, навязал противнику сражение.
При сравнении сил сторон преимущество было у Эвмена, который обладал 125 слонами против 65 у Антигона. Также, у Антигона было меньше лёгкой пехоты, лучников и пращников, но у него в подчинении было значительно больше конницы и тяжёлой пехоты. Среди войск Антигона находились элитные отряды тарентийской конницы (универсальных конных застрельщиков). В армии Антигона было единоначалие, в отличие от армии Эвмена.
Сначала сражение складывалось удачно для Эвмена. Его правый фланг и центр сломили сопротивление левого крыла и центра войска противника. Антигон заметил брешь между центром и левым крылом войска Эвмена. Тогда он направил туда наиболее элитные части своего правого фланга, тем самым зайдя в тыл противника. Эвмен вовремя оценил угрозу успешного манёвра Антигона и, не дожидаясь уничтожения большей части войска, приказал начать отступление. Таким образом поле боя осталось за Антигоном, хоть его войско и понесло бо́льшие потери.
Итог сражения был неопределённым. Историки расходятся в оценках относительно того, кого из военачальников считать победителем в битве при Паретакене.